# Softwin
Softwin è un'azienda software con sede a Bucarest, fondata nel 1990. Produce il software antivirus BitDefender, lanciato nel novembre 2001.

## Dislocazione
L'azienda ha uffici a Tettnang (Germania), Barcellona (Spagna), Fort Lauderdale (USA), Londra (Gran Bretagna) e Copenaghen (Danimarca).

## Comparazioni
Softwin compete nell'industria degli AntiVirus contro Avira, F-Secure, Kaspersky, McAfee, Panda Security, Sophos e Symantec, tra gli altri.